# Tayfun Tok

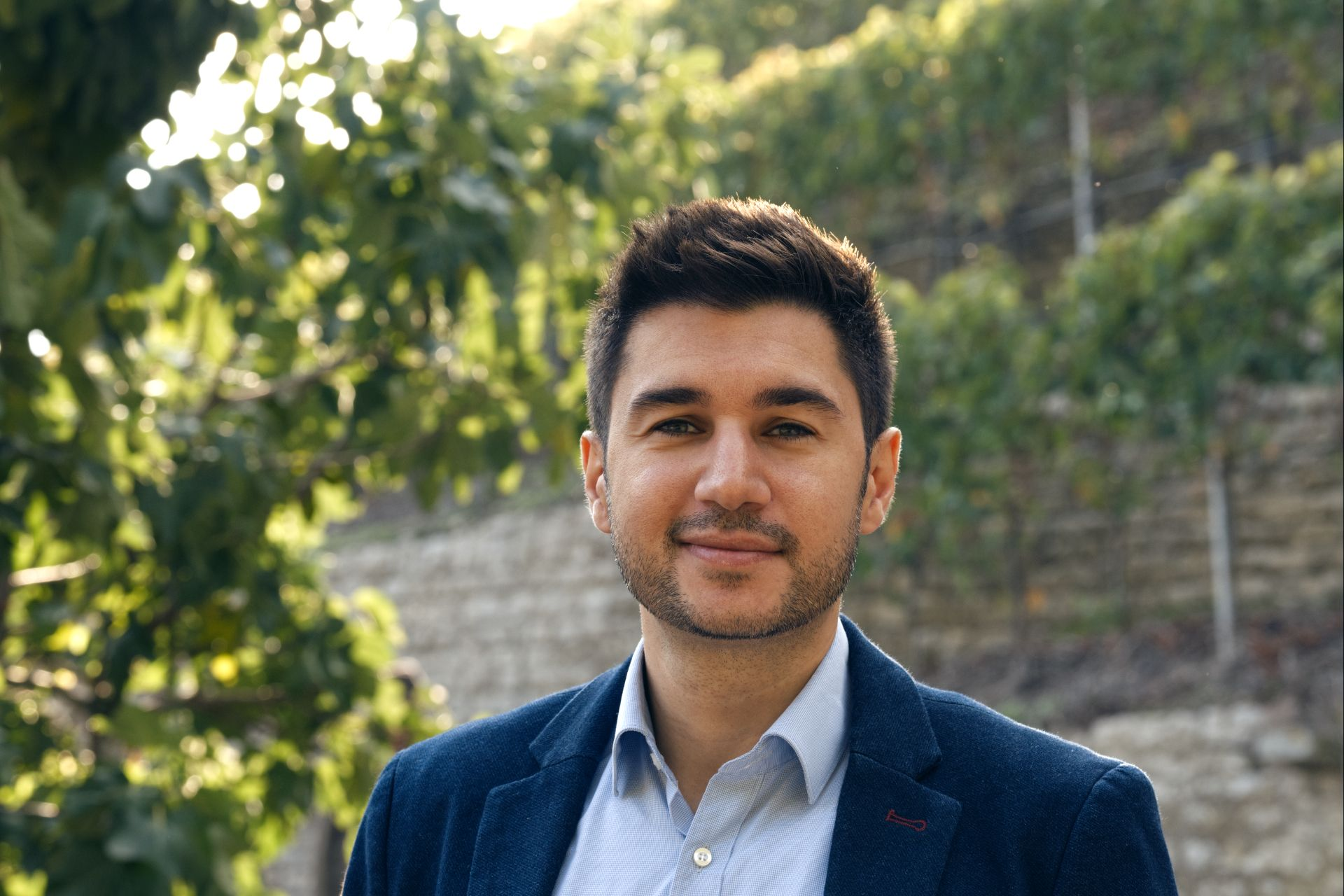
Tayfun Tok (2021)

Tayfun Tok (* 16. Mai 1986 in Ludwigsburg) ist ein deutscher Politiker (Bündnis 90/Die Grünen). Seit Mai 2021 ist er Mitglied des Landtags von Baden-Württemberg.

## Leben
Tayfun Tok wuchs bis zur Scheidung seiner Eltern in Steinheim an der Murr auf, danach zog er gemeinsam mit seiner Mutter und seinem Bruder nach Murr.
Tok erwarb über den zweiten Bildungsweg das Abitur am Wirtschaftsgymnasium (Robert-Franck-Schule) in Ludwigsburg. Danach studierte er Politische Ökonomie & Geschichte (Lehramt/Erstes Staatsexamen) an der Justus-Liebig-Universität in Gießen. Anschließend machte er eine Weiterbildung zum Geprüften Betriebswirt (IHK). Bis zu seiner Wahl war er bei einer gesetzlichen Krankenkasse im Bereich der betrieblichen Gesundheitsförderung angestellt.

## Politik
Bereits als Jugendlicher engagierte sich Tok bei den Grünen und später in der grünen Hochschulgruppe Gießen. Seit 2014 ist Tok Gemeinderat der Gemeinde Murr.
Bei der Landtagswahl in Baden-Württemberg 2021 trat er im Wahlkreis Bietigheim-Bissingen an und gewann mit 34,2 % der Stimmen das Direktmandat und errang somit das historisch beste grüne Wahlergebnis im Wahlkreis. In der 17. Wahlperiode gehört er im Landtag dem Ausschuss für Wirtschaft, Arbeit und Tourismus und dem Ausschuss für Landesentwicklung und Wohnen an. Für seine Fraktion ist er Sprecher für Wirtschaftspolitik.

## Privat
Tok ist verheiratet, hat zwei Kinder und bekennt sich zum Islam. Er ist Fan des VfB Stuttgart.